# Barbara Nauheimer
Barbara Nauheimer (* 1949 in Eschwege; † 11. März 2022) war eine Diplom-Psychologin und Politikerin (parteilos, zuvor Tierschutzpartei) aus Herrsching am Ammersee. Von Januar 2013 bis Dezember 2014 war sie eine von drei gleichberechtigten Bundesvorsitzenden der Tierschutzpartei.

## Leben
Nachdem Nauheimer ihr Psychologie-Studium absolviert hatte, war sie für die Dauer von einem Jahr wissenschaftliche Mitarbeiterin an der Johann Wolfgang Goethe-Universität Frankfurt am Main. Danach schloss sich eine vierjährige Tätigkeit in einer psychiatrischen Klinik an. Danach arbeitete sie in einer psychologischen Praxis. Ab Mitte der 1990er Jahre war sie als freie Mitarbeiterin beim TÜV Bayern als Verkehrspsychologin tätig.
Nauheimer wohnte ab 1992 in Herrsching am Ammersee und hatte insgesamt sechs Kinder. 
Bereits in jungen Jahren besaß Nauheimer eine Affinität zu Tieren. Sie war Fördermitglied bei den Organisationen Animals Angels, Animals Asia, Vier Pfoten, Sea Shepherd und PETA. 2009 trat sie der Tierschutzpartei bei. Nachdem sie sich bereits zuvor vegetarisch ernährt hatte, stellte sie 2010 ihre Ernährung auf vegan um. Auf dem 31. Bundesparteitag, der am 12. Januar 2013 in Frankfurt am Main stattfand, wurde sie neben Stefan Bernhard Eck und Horst Wester zu einer von drei gleichberechtigten Bundesvorsitzenden gewählt. Bei der Bundestagswahl 2013 kandidierte sie auf dem fünften Platz der Landesliste ihrer Partei. Bei der Europawahl 2014 kandidierte sie auf dem sechsten Listenplatz der Bundesliste ihrer Partei. Von 2014 bis 2019 war sie als örtliche Assistentin von Eck tätig, der während dieser Zeit Abgeordneter im Europaparlament war. Ende des Jahres 2014 trat sie vom Amt der Bundesvorsitzenden zurück und aus der Partei aus.